# Фидон
Фидон също Фейдон (на старогръцки: Φείδων, Pheidon) в гръцката митология е цар на Аргос през 9/8 век пр.н.е. Той е син на Аристодамид от Хераклидите.
След смъртта на неговия баща той изгонва своя брат Каран от Аргос и се възкачва на трона. Той увеличава силата на Аргос. Той е първият, който въвел мерна система за пелопонесците и пуска сребърни монети, сечени в Егина. Той превръща царуването си в тирания.
Неговият син Леокед (Лакед) го наследява на трона.